# Алан-гоа
Алан-гоа — легендарная прародительница нирун-монголов, господствующей фратрии у хамаг-монголов (монголы до создания Монгольской империи). По легенде, была дочерью Хорилартай-Мергана, предводителя хори-туматов (по Рашид-Аддину куралас-хунгирадов), и Баргуджин-Гоа, дочери владыки баргутов.
Из-за того, что в хори-туматских землях шли пререкания из-за звероловных угодий, отец Алан-гоа, нойон Хорилартай-Мерган, решил выделиться в отдельный род (обок) — Хорилар, и вместе со своими кочевьями двинулся к землям у горы Бурхан-Халдун. Здесь их заметили братья Добун-Мерган и Дува-Сохор. Алан-гоа, будучи незамужней, была выдана за Добун-Мергана.
От Добун-Мергана у Алан-гоа было двое сыновей — Бельгунотай и Бугунотай; ещё трое — Бугу-Хадаги, Бухату-Салчжи и Бодончар, — родились уже после смерти её мужа. Это вызвало подозрения у двух её старших сыновей: как они считали, эти трое детей могли быть от слуги Алан-гоа из рода Маалих-баяуд.
Узнав об этом, Алан-гоа собрала сыновей и дала каждому по хворостинке (согласно другой версии, Алан-гоа дала сыновьями по стреле), попросив сломать, что те с лёгкостью сделали. Затем Алан-гоа дала сыновьям уже пучок из пяти связанных хворостинок и снова попросила сломать, но на этот раз ни у кого из них не получилось этого сделать. Тогда Алан-гоа сказала сыновьям, что если они отделятся друг от друга, то любой из них будет повержен так же легко, как одна хворостинка; но если они будут держаться вместе, как связка из пяти хворостинок, одолеть их будет гораздо сложнее. Алан-гоа раскрыла и тайну рождения трёх своих младших сыновей: согласно ей, каждую ночь к Алан-гоа являлся светло-рыжий (или рыжеволосый) человек, свет от которого проникал в её чрево. Подобные легенды встречаются у ряда народов, например, у родственных монголам киданей. Несмотря на это, некоторые исследователи, такие как П. Рачневский, придерживаются версии происхождения Борджигинов от Маалих-баяудайца; Е. И. Кычанов также считает эту версию допустимой. Согласно альтернативному предположению И. Н. Березина, отец младших сыновей Алан-гоа мог быть кыргызом или, как предполагал Е. И. Кычанов, выходцем из «омонголившегося» кыргызского рода. При этом в современных исследованиях генетиков отмечается принадлежность предков борджигинов к гаплогруппе C2 и, таким образом, опровергается предположение И. Н. Березина. Гаплогруппа C2, как отмечено в работах по популяционной генетике, маркирует демографическую экспансию монголоязычных популяций Центральной Азии.
Легенда о непорочном зачатии Алан-гоа из «Сокровенного сказания монголов» и предание из «Сборника летописей» о беременности Алан-гоа от луча света, согласно Б. Р. Зориктуеву, отражают официальный заказ властвующей элиты для создания «идеи о небесном мандате монгольского хана на правление земной империей».
Сыновья Алан-гоа Бельгунотай, Бугунотай, Бугу-Хатаги и Бухуту-Салчжи стали основателями родов Бельгунот, Бугунот, Хатагин и Салджиут; младший сын, Бодончар, стал родоначальником Борджигинов. Из этого рода происходил Чингисхан.